# Edward Wakefield (statisticien)
Edward Wakefield (1774–1854) est un philanthrope et statisticien anglais, principalement connu comme l'auteur de Ireland, Statistical and Political et comme père de plusieurs fils controversés.

## Jeunesse
Edward est le fils aîné d'Edward Wakefield (1750-1826) et de Priscilla Bell et est né en 1774. Il est le frère de Daniel Wakefield (1776–1846) et d'Isabella Wakefield (3 mars 1773–17 octobre 1841) qui épouse Joshua Head d'Ipswich le 12 septembre 1794.

## Carrière
Wakefield commence sa vie adulte en tant que fermier près de Romford dans l'Essex, et est ensuite employé dans l'arsenal naval. En 1814, il s'établit comme agent foncier au 42 Pall Mall. Il devient rapidement une autorité en matière d'agriculture, tandis que son intérêt pour l'éducation lui vaut le caractère d'un philanthrope pratique. Il est un ardent défenseur des théories pédagogiques de Joseph Lancaster, et est un proche de James Mill et Francis Place.

## Auteur
Wakefield est surtout connu comme l'auteur de Ireland, Statistical and Political, publié en 1812, un ouvrage qui, malgré de nombreuses inexactitudes, est, de par la candeur et la tolérance dont il fait preuve, un récit très précieux de l'Irlande dans les premières années du XIXe siècle. Le livre est entrepris en 1808 à la suggestion de John Foster (1er baron Oriel), ancien chancelier de l'Échiquier irlandais, et Wakefield consacre quatre ans à la tâche. Mackintosh dans lEdinburgh Review tout en notant ses défauts dans les détails, déclare à propos de ce travail que "peu de livres ont des marques plus fortes de la franchise et de la probité de l'écrivain" ; et McCulloch l'appelle "le travail le meilleur et le plus complet sur l'Irlande depuis la tournée d'Arthur Young". Wakefield est un admirateur chaleureux de Pitt, par qui il aurait été consulté au sujet de lIrlande, et est également employé de manière confidentielle par Lord Melville.

## Famille
Wakefield épouse d'abord, le 3 octobre 1791, Susanna Crash (décédée en 1816) de Felstead, Essex, et ont dix enfants, dont cinq particulièrement notables :
1. Catherine Gurney Wakefield (1793–1873) épouse le révérend Charles Martin Torlesse (1795–1881). Mère de Charles Torlesse (en) (1825–1866) et d'autres.
2. Edward Gibbon Wakefield (1796–1862).
3. Daniel Wakefield (juge) (en) (1798-1858).
4. Arthur Wakefield (1799-1843).
5. William Wakefield (en) (1801-1848).
6. John Howard Wakefield (1803–1862) épouse le 12 janvier 1831 Maria Suffolk (1814–1852).
7. Felix Wakefield (en) (1807–1875).
8. Priscilla Susannah Wakefield (1809–1887) épouse Henry Howard Chapman (1797–1855) et a des enfants, dont Sir Edward Francis Chapman (1840-1926) et le révérend Hugh Chapman (1853-1933)[2].
9. Percy Wakefield (1810-1832).
10. Wakefield sans nom (1813).

Il épouse sa seconde épouse, Frances, le 3 octobre 1823 à Paris. Elle est la fille de David Davies, directeur du lycée Macclesfield.
Wakefield meurt à Knightsbridge le 18 mai 1854. Son apparence à la fin de sa vie est décrite comme celle d'un "beau vieil homme de haute stature".